# فيكتور هوغو باروس
فيكتور هوغو باروس هو مدرب كرة قدم ولاعب كرة قدم برازيلي، ولد في 25 مايو 1961 في البرازيل. لعب مع نادي كوريتيبا.